# Acutanza
Acutanza è un termine entrato nell’uso fotografico con il quale si intende la capacità di un'emulsione fotografica a base di alogenuri d'argento (negativo), di riprodurre i contorni dei dettagli di un soggetto rappresentato, esaltando la netta differenza di densità nel bordi con il risultato di incrementare la percezione di nitidezza nell'immagine positiva finale.

## Parametri che regolano il grado di acutanza
La percezione della nitidezza non dipende esclusivamente dalla finezza della grana, bensì da quanto l’occhio riesce a percepire le differenze fra due contorni adiacenti.

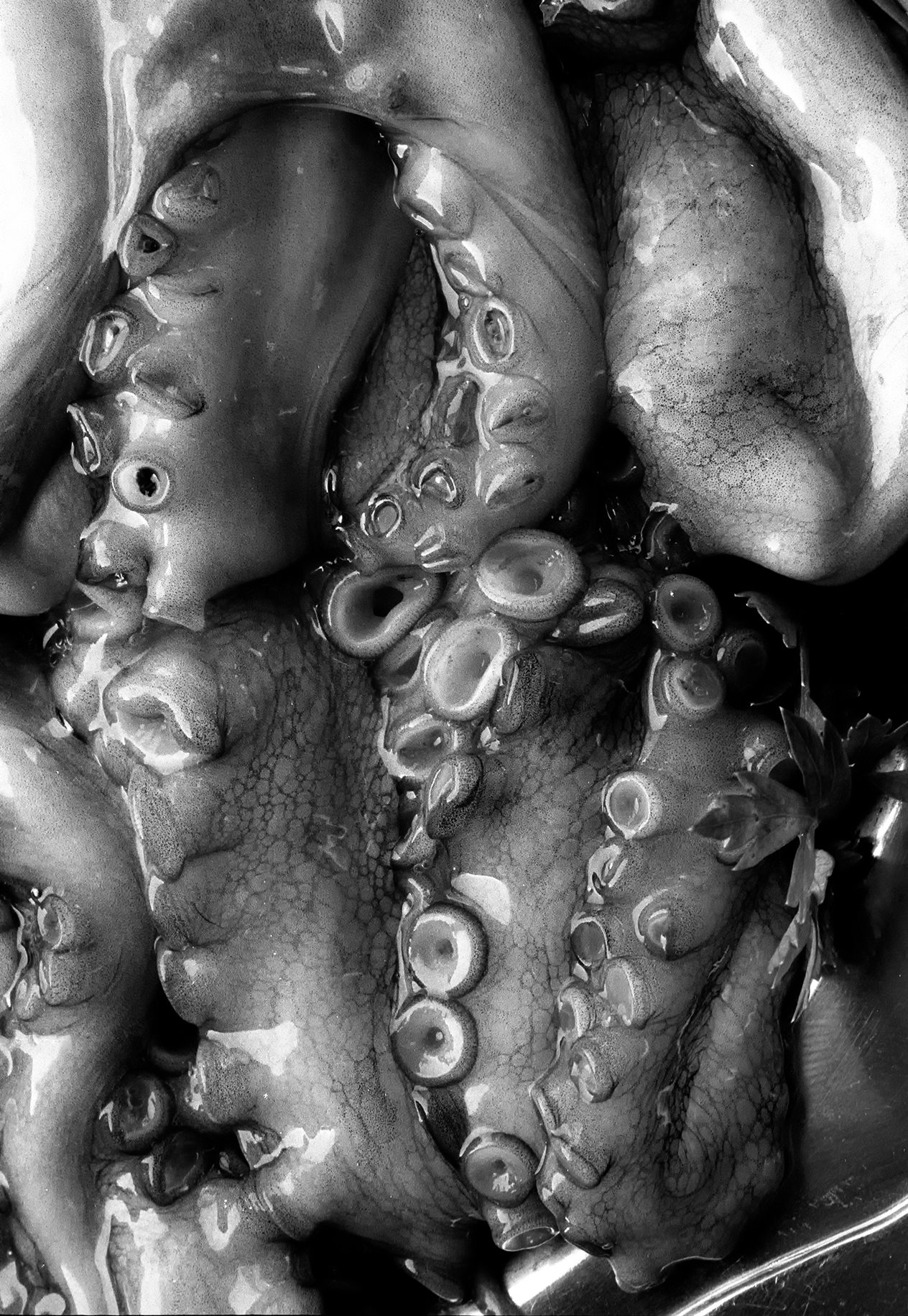
Uno sviluppo ad alta acutanza permette di ottenere un'impressione di nitidezza eccezionale, sicuramente maggiore di quella normalmente ottenibile con il formato della pellicola in uso.

Quindi, si può affermare che la finezza della grana è in stretto rapporto con il potere risolutivo (capacità dell’emulsione di registrare distintamente dettagli piccolissimi e di tradurli tali e quali senza fusioni); mentre la nitidezza, in camera oscura, è determinata dall'acutanza.
Per meglio comprendere: se poniamo un foglio di colore grigio su un altro di un grigio quasi uguale avremo una percezione modesta del confine fra le due densità. Al contrario, caso estremo, se si pone un foglio di colore bianco su uno nero si avrà, nettissima, la sensazione del confine fra le due densità. Ritornando al negativo, può accadere che una immagine con grana grossa, ma ben dettagliata, possa apparire più nitida di una che presenti grana finissima. Infatti, la nitidezza della linea di demarcazione tra due zone a differente densità è influenzata non solo dalla diffusione della luce all’interno dell’emulsione, ma anche dall’azione dello sviluppo. Ciò che è utilizzato al fine di ottenere la massima acutanza, è il cosiddetto “effetto adiacenza” (detto anche “effetto bordo”).
I parametri che regolano il grado di acutanza sono essenzialmente: 1) la frequenza dell'agitazione del rivelatore durante lo sviluppo del negativo; 2) la diluizione dello sviluppo.
Agitazione
Dal punto di vista chimico-fisico, se si immagina di immergere una pellicola preventivamente esposta in un rivelatore ad alta acutanza: dopo un’agitazione iniziale molto breve, si dovrà lasciare il tutto nell’immobilità più assoluta. Questo fatto si comprende in quanto l’agitazione ha un’influenza notevole sull’effetto
adiacenza: agitare continuamente il rivelatore renderebbe uniforme la sua concentrazione nella soluzione, annullando l’equilibrio rivelatore fresco-rivelatore esaurito a contatto con l’emulsione e producendo un aumento eccessivo del contrasto generale. 
Ciò che accade nell’immobilità assoluta della soluzione dello sviluppo, è che i singoli componenti chimici (metolo, idrochinone, fenidone e così via) non rimangono perfettamente statici dentro la struttura dell’emulsione. Si verifica, così, una sorta di migrazione osmotica: i componenti chimici più concentrati (ovvero meno esauriti) provenienti dalla zona poco esposta migrano verso la zona esposta provocando sul bordo di questa un annerimento maggiore di quanto dovrebbe essere in base all’esposizione. Simultaneamente i componenti esauriti del rivelatore, giunti dalla zona più esposta, migrano verso la zona poco esposta, causando sul bordo di questa un annerimento minore di quanto dovrebbe essere in base all’esposizione. Ne deriva una maggiore differenza di densità tra le due zone, con il risultato di una maggiore nitidezza del confine zone esposta-poco esposta. In definitiva con ogni rivelatore, meglio se diluito, si può migliorare l’acutanza semplicemente controllando l’agitazione.
Diluizione
La diluizione del bagno di sviluppo migliora di molto l'acutanza, in quanto viene a ridursi la velocità di ricambio degli agenti rivelatori all'interno dell'emulsione (alogenuri d'argento) mentre cresce quella di esaurimento del bagno stesso. Essendo lo sviluppo diluito e quindi povero di rivelatore, quest'ultimo si esaurirà più facilmente, determinando una notevole differenza tra rivelatore esaurito- rivelatore fresco al confine tra due zone adiacenti e in questo modo viene così ad essere esaltato l'effetto bordo.

## Emulsioni adatte alla esaltazione dell'acutanza
Il connubio perfetto adottando questa tecnica, si ottiene con le pellicole di bassa e media sensibilità in quanto con emulsioni molto rapide, l’aspetto della grana diviene evidente e non sempre è un effetto desiderabile. Inoltre, è anche da valutare che il fattore agitazione influisce anche sulle dimensioni della granulosità della pellicola. Infatti, un movimento molto frequente del rivelatore aumenta il contrasto. Quest'ultimo evidenzia la grana e con essa la probabilità che avvenga un annerimento parziale dei granuli di alogenuro d'argento non esposti e adiacenti a quelli che hanno subito l'azione della luce. Questo fenomeno è detto "velo" ed è da considerarsi un difetto perché annulla o diminuisce fortemente il contrasto del negativo finito. Proprio per contenere gli effetti sia delle dimensioni della grana e del contrasto è bene non adottare agitazioni del rivelatore molto frequenti.

## Rivelatori ad alta acutanza

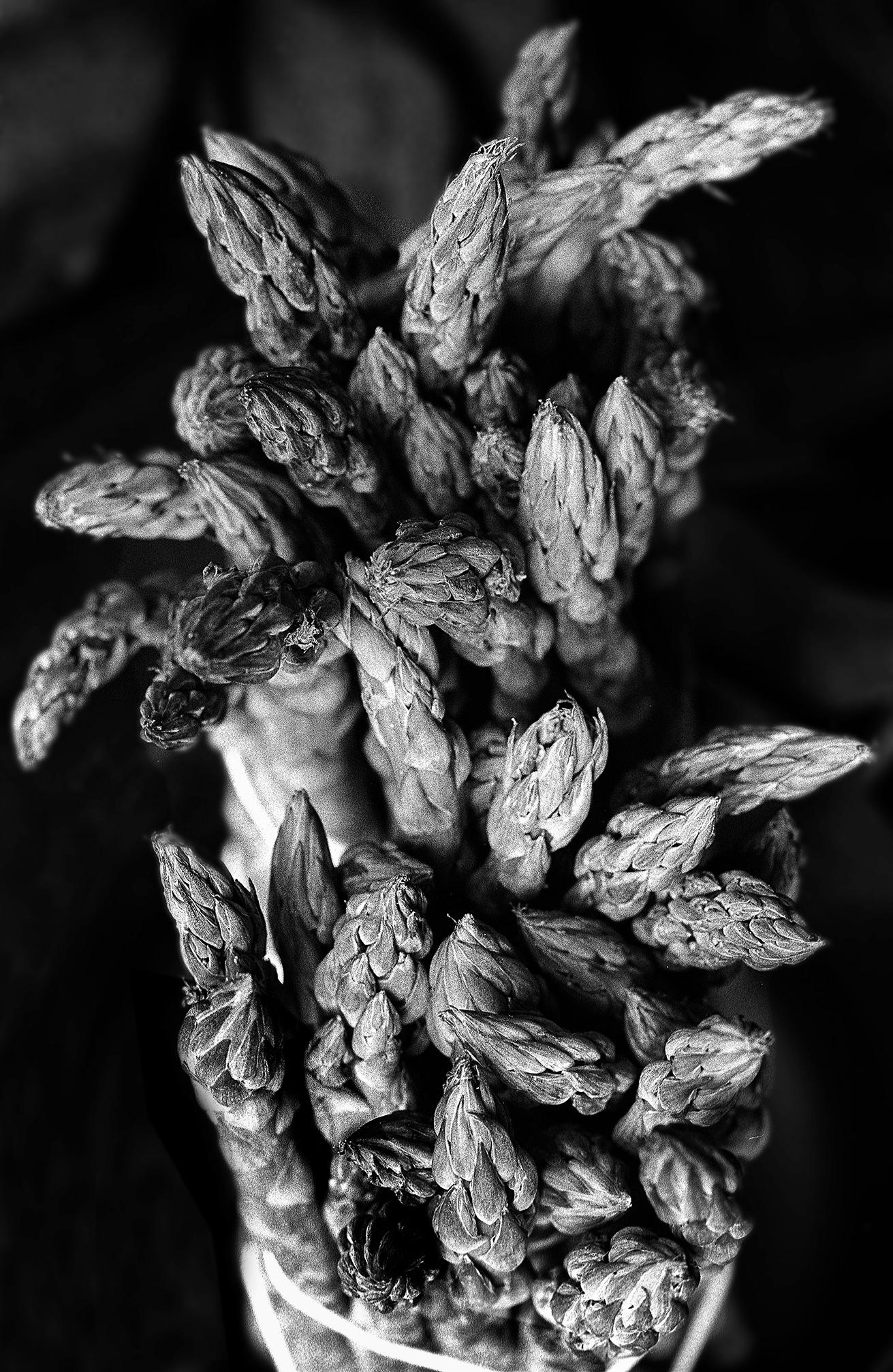
Un rivelatore ad alta acutanza è molto indicato nelle riprese di soggetto macro

Il mercato fotografico offre una variegata tipologia di rivelatori confezionati in forma liquida o in polvere da preparare e approntare secondo diluizioni "ad hoc". Tra i più noti e famosi il "Rodinal Agfa" famoso per ottenere una granulosità non fine ma ben dettagliata. In ogni caso, per esaltare l'acutanza, non è sufficiente praticare una diluizione spinta del rivelatore e un'agitazione non frequente dello stesso, lo sviluppo della pellicola va effettuato con appositi sviluppi che contengono rivelatori che, pur diluiti, mantengono la loro attività.
In alternativa, molti professionisti preferiscono prepararsi gli sviluppi secondo formulazioni spesso inedite e personali non sempre rese note. Per esempio la preparazione del rivelatore FX1 (In 1000 cc di acqua distillata: metolo (5g) - sodio solfito anidro (5g) - carbonato di sodio (5cc soluzione allo 0,001%) - ioduro di potassio(2,5g). In questo rivelatore la concentrazione di rivelatore è modesta (0,5 gr/l), fa sì che il bagno di sviluppo si esaurisca rapidamente in corrispondenza delle zone di pellicola esposta e contemporaneamente la concentrazione alcali, abbastanza elevata fa sì che l'emulsione possa annerirsi in corrispondenza dei dettagli in ombra (Marco Fodde). L'agitazione dello sviluppo deve essere necessariamente rarefatta e controllata per le suddette ragioni e inoltre l'FX1 deve essere usato una sola volta, ossia non può essere riutilizzato.

## Metodi alternativi per migliorare l'acutanza
- Additivo chimico: Come per il rivelatore FX1 l'aggiunta di Ioduro di Potassio (KJ) a qualunque rivelatore incrementa l'acutanza
- Diluizione: La diluizione di qualsiasi  bagno di sviluppo migliora l'acutanza per i motivi suddetti. Pertanto anche un comune  rivelatore può, con i dovuti limiti, migliorare la sua resa in termini di incremento dell'acutanza.

## Influenza  della sovraesposizione in ripresa e della stampa del negativo sull'acutanza
La sovraesposizione può provocare effetti di diffusione luminosa tra i cristalli di alogenuro d'argento che costituiscono l'emulsione di una pellicola. Infatti quando il raggio di luce colpisce i granuli di alogeno d'argentone procede in linea retta ma viene diffuso in tutte le direzioni così da raggiungere punti che non sono stati direttamente illuminati, abbassando, in questo modo la nitidezza finale e compromettendo ogni azione volta a incrementare l'acutanza.
Per quanto attiene alla stampa,  per ottenere la massima esaltazione della nitidezza, ossia dell'acutanza di un negativo, la sua stampa deve essere effettuata con un ingranditore a luce condensata e mai diffusa.

### Riviste di tecnica fotografica
- Definizione al massimo, articolo di Marco Fodde su Fotografia Reflex di dicembre 2002, pp.74-77
- L'iperacutanza, articolo di Marco Fodde su Fotografare di dicembre 1989, pp.98-101